# Wernswig
Wernswig ist der nach der Kernstadt bevölkerungsmäßig größte Stadtteil von Homberg (Efze) im nordhessischen Schwalm-Eder-Kreis. 

## Geographie
Der Ort liegt in Nordhessen 5,2 km südöstlich von Homberg an den nördlichen Ausläufern des Knüllgebirges zwischen Niederbach und Osterbach. Westlich am Ortsrand verläuft die Bundesstraße 254. Durch den Ort führt die Landesstraße 3158. Bis 1981 verkehrten hier auch Personenzüge sowie bis 2001 noch Güterzüge auf der Bahnstrecke Leinefelde–Treysa als Teil der sogenannten Kanonenbahn Berlin−Metz.

## Geschichte

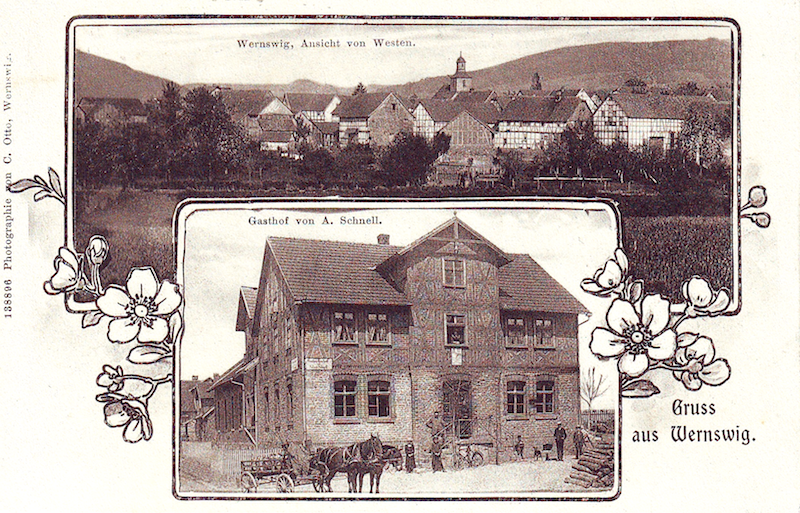
Postkarte von Wernswig vor 1911 mit Fotografien von Conrad Otto

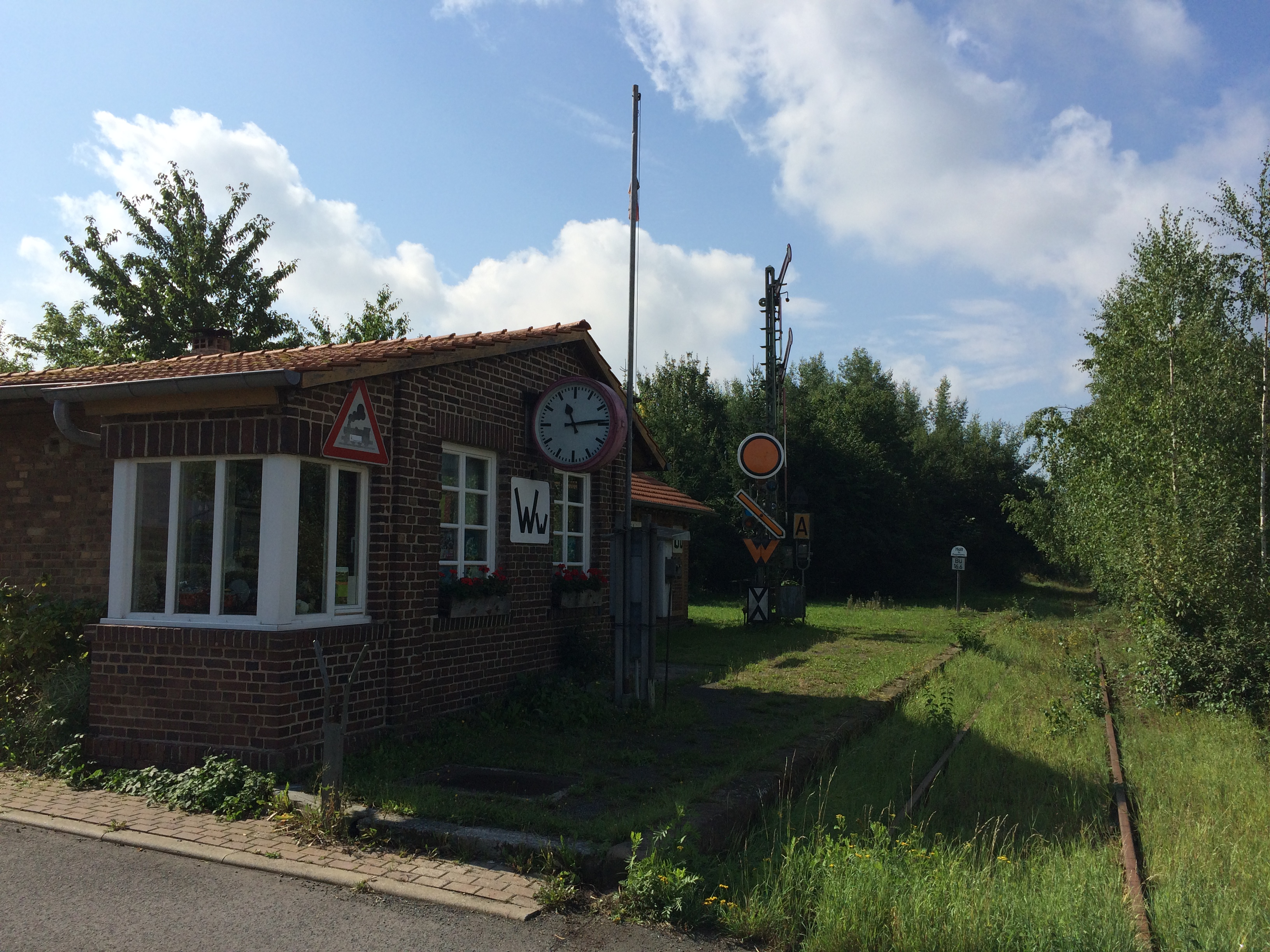
Ehemaliger Haltepunkt Wernswig der Kanonenbahn (heute Museum)

Die älteste bekannte schriftliche Erwähnung von Wernswig erfolgte im Jahr 1097 unter dem Namen Uvernesuic in einer Urkunde des Erzbistums Mainz.
In historischen Dokumenten späterer Jahre ist der Ort unter folgenden Ortsnamen belegt (in Klammern das Jahr der Erwähnung): Uvernesuic (1097), Werneswich (1220), Werneswic (1229),  Werniswich (1238), Wernswich (1239), Wernsvic (1246), Werneswig (1248), Werniswig (1254), Wernsweic (1255), Werswich (1272), Wersnic (1288), Werswich (1291), Werenswich (1341), Wemswig (1358), Bernswig (1450), Vernswyg (1475), Wernschwig (1514), Wernßwick (1523), Wernßwegk (1525) und Wernswigk (1575/85).
Um 1490 gab es im Dorf 15 wehrhafte Männer und sieben Pflüge. 
Zum 1. Oktober 1971 wurde die bis dahin selbständige Gemeinde Wernswig im Zuge der Gebietsreform in Hessen als Stadtteil der Stadt Homberg, Bezirk Kassel, heute Homberg (Efze), auf freiwilliger Basis eingegliedert. Für Wernswig, wie für die in der Kreisstadt Homberg (Efze) eingegliederten ehemals selbständigen Gemeinden (Stadtteile), wurden Ortsbezirke mit Ortsbeirat und Ortsvorsteher nach der Hessischen Gemeindeordnung gebildet.

## Bevölkerung
Einwohnerstruktur 2011
Nach den Erhebungen des Zensus 2011 lebten am Stichtag, dem 9. Mai 2011, in Wernswig 945 Einwohner. Darunter waren 39 (= 4,1 %) Ausländer.
Nach dem Lebensalter waren 168 Einwohner unter 18 Jahren, 402 zwischen 18 und 49, 201 zwischen 50 und 64 und 174 Einwohner waren älter. Die Einwohner lebten in 390 Haushalten. Davon waren 126 Singlehaushalte, 99 Paare ohne Kinder und 120 Paare mit Kindern, sowie 42 Alleinerziehende und 6 Wohngemeinschaften. In 87 Haushalten lebten ausschließlich Senioren und in 258 Haushaltungen lebten keine Senioren.
Einwohnerentwicklung
| Quelle: Historisches Ortslexikon |                                                              |
| • um 1490:                       | 15 wehrhafte Männer (7 Pflüge)                               |
| • 1537:                          | 11 Hübner, 15 Köttner, 9 Beisassen (30 landgräfliche Huben). |
| • 1575/85:                       | 40 Hausgesesse                                               |
| • 1639:                          | 10 verheiratete, 4 verwitwete, 4 unmündige Hausgesesse       |
| • 1742:                          | 54 Häuser                                                    |
| • 1747:                          | 68 Häuser                                                    |
| • 1767:                          | 282 Einwohner.                                               |

| Wernswig: Einwohnerzahlen von 1834 bis 2015 | Wernswig: Einwohnerzahlen von 1834 bis 2015 | Wernswig: Einwohnerzahlen von 1834 bis 2015 | Wernswig: Einwohnerzahlen von 1834 bis 2015 | Wernswig: Einwohnerzahlen von 1834 bis 2015 |
| --- | ------------------------------------------- | ------------------------------------------- | ------------------------------------------- | ------------------------------------------- |
| Jahr |                                             |                                             |                                             | Einwohner                                   |
| 1834 | 1834                                        |                                             | 508                                         | 508                                         |
| 1840 | 1840                                        |                                             | 563                                         | 563                                         |
| 1846 | 1846                                        |                                             | 531                                         | 531                                         |
| 1852 | 1852                                        |                                             | 508                                         | 508                                         |
| 1858 | 1858                                        |                                             | 477                                         | 477                                         |
| 1864 | 1864                                        |                                             | 507                                         | 507                                         |
| 1871 | 1871                                        |                                             | 479                                         | 479                                         |
| 1875 | 1875                                        |                                             | 500                                         | 500                                         |
| 1885 | 1885                                        |                                             | 530                                         | 530                                         |
| 1895 | 1895                                        |                                             | 507                                         | 507                                         |
| 1905 | 1905                                        |                                             | 541                                         | 541                                         |
| 1910 | 1910                                        |                                             | 577                                         | 577                                         |
| 1925 | 1925                                        |                                             | 610                                         | 610                                         |
| 1939 | 1939                                        |                                             | 684                                         | 684                                         |
| 1946 | 1946                                        |                                             | 1.106                                       | 1.106                                       |
| 1950 | 1950                                        |                                             | 1.076                                       | 1.076                                       |
| 1956 | 1956                                        |                                             | 970                                         | 970                                         |
| 1961 | 1961                                        |                                             | 917                                         | 917                                         |
| 1967 | 1967                                        |                                             | 929                                         | 929                                         |
| 1980 | 1980                                        |                                             | ?                                           | ?                                           |
| 1990 | 1990                                        |                                             | ?                                           | ?                                           |
| 2000 | 2000                                        |                                             | ?                                           | ?                                           |
| 2011 | 2011                                        |                                             | 945                                         | 945                                         |
| 2015 | 2015                                        |                                             | 1.045                                       | 1.045                                       |
| Datenquelle: Historisches Gemeindeverzeichnis für Hessen: Die Bevölkerung der Gemeinden 1834 bis 1967. Wiesbaden: Hessisches Statistisches Landesamt, 1968. Weitere Quellen: ; Zensus 2011; Stadt Homberg (Efze) |                                             |                                             |                                             |                                             |

Historische Religionszugehörigkeit
| Quelle: Historisches Ortslexikon |                                                                     |
| • 1861:                          | alle Einwohner evangelisch-reformiert                               |
| • 1885:                          | 428 evangelische (= 99,62 %), zwei katholische (= 0,38 %) Einwohner |
| • 1961:                          | 784 evangelische (= 85,50 %), 126 katholische (= 13,74 %) Einwohner |

Historische Erwerbstätigkeit
| • 1961: | Erwerbspersonen: 134 Land- und Forstwirtschaft, 202 Produzierendes Gewerbe, 61 Handel und Verkehr, 31 Dienstleistungen und Sonstiges. |

## Politik
Für Wernswig besteht ein Ortsbezirk (Gebiete der ehemaligen Gemeinde Wernswig) mit Ortsbeirat und Ortsvorsteher nach der Hessischen Gemeindeordnung. Der Ortsbeirat besteht aus neun Mitgliedern.
Bei den Kommunalwahlen in Hessen 2021 betrug die Wahlbeteiligung zum Ortsbeirat Wernswig 56,21 %. Alle Kandidaten gehörten der Liste „Bürger für Wernswig“ an. Der Ortsbeirat wählte Axel Heß zum Ortsvorsteher.

## Infrastruktur
Im Ort gibt es:
- eine evangelische Kirche
- ein Dorfgemeinschaftshaus
- ein Feuerwehrhaus der Freiwilligen Feuerwehr Wernswig
- die Matthias-Claudius-Schule, eine Grundschule
- die Kita Phantasien, eine Kindertagesstätte
- zwei Spielplätze
- einen Fußballplatz
- einen Bolzplatz
- eine Tennisanlage mit einem Platz
- eine Turnhalle
- eine Grillhütte
- ein Heimatmuseum im Bahnhof der ehemaligen Kanonenbahn
- ein Marionettentheater Puppenbühne Wernswig e. V.

## Veranstaltungen
Regelmäßige Veranstaltungen sind:
- das Maibaumfest am 1. Mai
- die Kirmes am ersten Wochenende im Juli alle zwei Jahre
- das Backhausfest am ersten Wochenende im September
- die Aufführungen des Marionettentheaters Puppenbühne Wernswig von November bis März

Vom 1. bis 3. Juli 2022 feierte Wernswig sein 925-jähriges Bestehen mit einem großen Fest rund um die evangelische Kirche innerhalb der Dorfmitte.

## Persönlichkeiten
- Heinrich Otto (1858–1923), Maler, wurde in Wernswig geboren